# Naloxegol
Naloxegol (INN; PEGylated naloxol; tên thương mại Movantik và Moventig) là một thuốc đối vận opioid chọn lọc ngoại vi được phát triển bởi AstraZeneca, được cấp phép từ Nektar Therapeutics, để điều trị táo bón do opioid. Nó đã được phê duyệt vào năm 2014 ở những bệnh nhân trưởng thành bị đau mãn tính, không ung thư. Liều 25   mg được tìm thấy an toàn và dung nạp tốt trong 52 tuần. Khi dùng đồng thời với thuốc giảm đau opioid, naloxegol làm giảm tác dụng phụ liên quan đến táo bón, trong khi vẫn duy trì mức độ giảm đau tương đương.
Các tác dụng phụ phổ biến nhất là đau bụng, tiêu chảy, buồn nôn, đầy hơi, nôn và đau đầu. Là một chất đối vận opioid tinh khiết Naloxegol không có khả năng lạm dụng.
Naloxegol trước đây là thuốc thuộc nhóm II ở Hoa Kỳ vì tương tự hóa học với thuốc phiện, nhưng gần đây được phân loại lại thành thuốc theo toa sau khi FDA kết luận rằng tính không thấm của hàng rào máu não đối với hợp chất này khiến nó không có thói quen hình thành, và do đó không có khả năng lạm dụng Đặc biệt, naloxegol đã chính thức được kiểm soát vào ngày 23 tháng 1 năm 2015.

## Sử dụng y tế
Naloxegol được chỉ định để điều trị táo bón do opioid gây ra (OIC) ở những bệnh nhân bị đau không ung thư mãn tính. Nên ngừng sử dụng thuốc nhuận tràng bảo trì trước khi bắt đầu dùng naloxegol hoặc được giữ trong ít nhất 3 ngày. Naloxegol nên uống khi bụng đói ít nhất hai giờ sau bữa ăn cuối cùng.

## Đặc tính dược lực học
Naloxegol ức chế liên kết opioid trong các thụ thể μ-opioid trong đường tiêu hóa, do đó làm giảm tác dụng táo bón (làm chậm nhu động đường tiêu hóa và vận chuyển, tăng trương lực, tăng tái hấp thu chất lỏng) liên quan đến opioid.
Nếu naloxegol được dùng cùng với các thuốc đối kháng opioid khác, có khả năng gây ra tác dụng phụ gia và tăng nguy cơ cai nghiện opioid.

## Cơ chế hoạt động
Về mặt hóa học, naloxegol là một (polyethylene glycol-sửa đổi) dẫn xuất pegylated của α- naloxol. Cụ thể, nhóm 6-α-hydroxyl của α- naloxol được kết nối thông qua một liên kết ether với nhóm hydroxyl tự do của một monomethoxy kết thúc n = 7 oligome của PEG, hiển thị kéo dài ở phía dưới bên trái của hình ảnh phân tử ở bên phải. "N = 7" xác định số lượng ethylen hai carbon, và do đó, độ dài chuỗi của chuỗi PEG đính kèm và "monomethoxy" chỉ ra rằng nhóm hydroxyl cuối cùng của PEG được "giới hạn" với nhóm methyl. Việc pegyl hóa chuỗi 6-a- hydroxyl của naloxol ngăn không cho thuốc vượt qua hàng rào máu não (BBB). Do đó, nó có thể được coi là phản đề của loperamid tác dụng ngoại vi được sử dụng như một chất chống tiêu chảy nhắm mục tiêu không gây ra tác dụng phụ của thuốc phiện truyền thống do không có khả năng tích lũy trong hệ thống thần kinh trung ương. đối tượng.